# Spreader

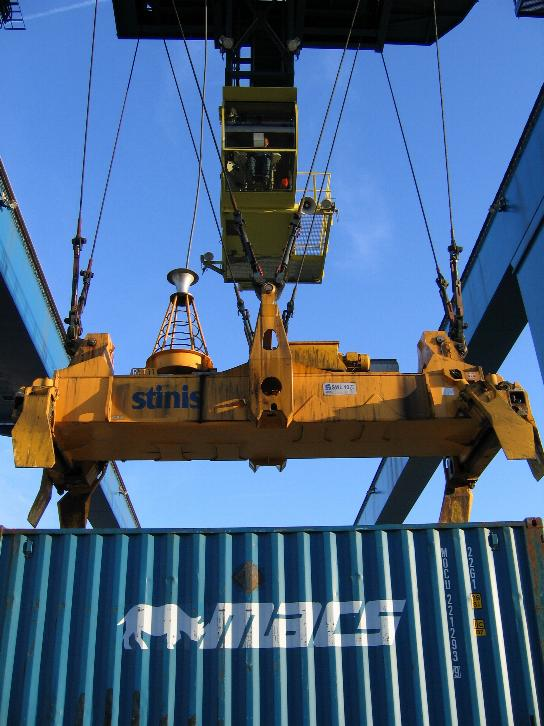
Grúa pórtico y spreader con aletas.

En el transporte de contenedores en puertos y terminales ferroviarias, se conoce como spreader al sistema elevador instalado entre la carga y el equipo de elevación (grúa), y como tal su función es enganchar y posteriormente elevar-descender contenedores que cumplen con la norma ISO.
Se suele tratar de marcos telescópicos que se ajustan a la longitud del contenedor (20', 30', 40' o 45') (spread en inglés "extender", "desplegar") y se acoplan a las cuatro esquinas superiores del contenedor, cerrándose con la ayuda de los twistlocks o cerrojos giratorios. También se denomina spreader a elevadores de contenedores que no son ajustables.
Muchos spreader cuentan con una especie de «aletas», conocidas como flippers que se pueden cerrar y que permiten centrar el spreader cuando se colocan sobre el contenedor. El operario de la grúa puede cerrar los flippers hacia abajo o hacia arriba.
También se denomina spreader al dispositivo de la carretilla pórtico que se utiliza para trasladar contenedores en las terminales. Al margen de los spreaders que toman el contenedor desde arriba, también hay sistemas que toman los contenedores vacíos de forma lateral, los sidelifters.
También hay spreader que se utilizan en «modo twin» (twin en inglés significa "gemelo"). Estos sistemas permiten manejar dos contenedores de 20' a la vez, como si se tratara de un solo contenedor de 40' o poco más. El hueco entre los contenedores se puede regular de forma progresiva hasta que se alcanza una longitud total de 40' o 45'. Este sistema permite reducir el tiempo de carga o descarga de los barcos.